# Canariellidae
Canariellidae zijn een familie van weekdieren uit de klasse van de Gastropoda (slakken).

## Taxonomie
De volgende geslachten zijn bij de familie ingedeeld:
- Canariella P. Hesse, 1918
- Debeauxhelix Bacci, 1943
- Montserratina Ortiz de Zárate López, 1946
- Schileykiella Manganelli, Sparacio & Giusti, 1989
- Tyrrheniellina Giusti & Manganelli, 1992
  - = Tyrrheniella Giusti & Manganelli, 1989